# Панькинский
Панькинский — хутор в Нехаевском районе Волгоградской области России. Входит в состав Упорниковского сельского поселения. Население 155 чел. (2010) .

## История
В соответствии с Законом Волгоградской области от 24 декабря 2004 года  № 977-ОД «Об установлении границ и наделении статусом Нехаевского района и муниципальных образований в его составе» , хутор вошёл в состав образованного Упорниковского сельского поселения.

## География
Расположен в северо-западной  части региона, между р. Акишевка и трассой 18К-6
Уличная сеть состоит из двух географических объектов: ул. Иванова и ул. Кузнецова.
Абсолютная высота 101 метр над уровнем моря.

## Население
| 2010 |
| ---- |
| 155  |

Гендерный состав
По данным Всероссийской переписи населения 2010 года в гендерной структуре населения из 155 человек мужчин — 66, женщин — 89 (42,6 и 57,4 % соответственно).
Национальный состав
Согласно результатам переписи 2002 года, в национальной структуре населения
русские составляли 96 % от общей численности населения в 183 чел..

## Инфраструктура
Развитое сельское хозяйство. Личное подсобное хозяйство. 

## Транспорт
стоит на автодороге «Самойловка (Саратовская область) — Елань — Преображенская — Новоаннинский — Алексеевская — Кругловка — Шумилинская (Ростовская
область)» (в границах территории Волгоградской области)" (идентификационный номер 18 ОП РЗ 18К-6).